# Sabine Ø
Sabine Ø är en ö i Grönland (Kungariket Danmark). Den ligger i den östra delen av Grönland. Arean är 156 kvadratkilometer.
Terrängen på Sabine Ø är kuperad. Öns högsta punkt är 659 meter över havet. Den sträcker sig 16,4 kilometer i nord-sydlig riktning, och 14,9 kilometer i öst-västlig riktning.  Trakten runt Sabine Ø är permanent täckt av is och snö.